# Dizadż-e Fathi
Dizadż-e Fathi (pers. ديزج فتحي) – wieś w Iranie, w ostanie Azerbejdżan Zachodni. W 2006 roku liczyła 93 mieszkańców w 19 rodzinach.